# يوغين ديفيس
يوغين ديفيس (بالإنجليزية: Eugene Davis)‏ (26 ديسمبر 1870 - 14 يناير 1946) جراح أمريكي ولاعب كرة قدم ومدرب. شغل منصب رئيس فريق كرة القدم في كلية الهندسة الزراعية والميكانيكية في فرجينيا.